# CGC Viareggio 2007-2008
Questa voce raccoglie le informazioni riguardanti del CGC Viareggio nelle competizioni ufficiali della stagione 2007-2008.

## Stagione
Ventottesima stagione di massima serie, A1. Il CGC Viareggio arriva terzo in classifica come l'anno precedente, ma si ha la sensazione che con un po' di grinta in più poteva arrivare anche secondo (il Bassano è secondo con un solo punto di vantaggio in questa stagione).
Il primo avversario è il Novara, non più forte come un tempo, che venderà cara la pelle: i bianconeri si qualificano ma sudano le proverbiali sette camicie in particolare nella gara di ritorno, bianconeri forse troppo rilassati.
In semifinale, per la quarta volta nella loro storia, troverà per il secondo anno consecutivo il Bassano. Ma in questa stagione il Viareggio riesce a battere per una rete di differenza la squadra veneta nella gara-1. Al ritorno, il Bassano costretto a vincere, si scoprirà in contropiede e i due argentini Molina e Montivero ne approfittano e il CGC ottiene la sua seconda finale scudetto della sua storia.
Per il quarto anno consecutivo, il Viareggio troverà, a sbarrare la strada verso lo Scudetto, il Follonica ancora una volta. I biancoazzurri sono a fine ciclo e lo dimostra il fatto che per la prima volta il CGC Viareggio costringe a gara-5 la squadra del golfo.
Gara-1 viene vinta dai bianconeri a Viareggio, mentre in gara-2 il Follonica ribalta il risultato. Clamorosa sorpresa in gara-3, il Viareggio espugna il Capannino, dove nessuno riusciva a vincere da tempo immemorabile. In gara-4 a Viareggio, è decesiva: se i bianconeri vincono in casa sono campioni d'Italia. Ma il sogno dura poco: il braccino corto dei bianconeri e la grande esperienza dei biancoazzurri fanno la differenza. Il Follonica strappa la vittoria e rimanda tutto a gara-5. Ultima gara, senza appello, tutto sul filo dei nervi, chi segna per primo, vince. E' Il Follonica a trovare la rete. Il Viareggio perde la testa e non è più in partita. Il Follonica dilaga e continua a segnare fino al 9-0. Ma i tifosi viareggini, arrivati con ogni mezzo, continuano incessantemente a sventolare biandiere e sciarpe e fare cori nello stupore generale.
Per la quarta volta in Coppa Cers, il Viareggio elimina ai sedicesimi di finale la squadra inglese del Bury, ma deve cedere il passo alla squadra spagnola del Lloret negli ottavi.

## Maglie e sponsor
| 1ª divisa | 2ª divisa |

## Organigramma societario
- Presidente: Alessandro Palagi
- Vicepresidente: Massimo Barozzi
- Consiglieri: Renzo Pardini
- Direttore sportivo:
- Segretaria:
- Addetto stampa:

## Organico

### Giocatori
Dati tratti dal sito internet ufficiale della Federazione Italiana Sport Rotellistici.
| N° | Naz.                 | Ruolo    | Sportivo         |  |  |  |
| -- | -------------------- | -------- | ---------------- |  |  |  |
|    | Italia (bandiera)    | Portiere | Federico Stagi   |  |  |  |
|    | Italia (bandiera)    | Esterno  | Juan Travasino   |  |  |  |
|    | Argentina (bandiera) | Esterno  | Sebastian Molina |  |  |  |
|    | Italia (bandiera)    | Portiere | Leonardo Barozzi |  |  |  |
|    | Argentina (bandiera) | Esterno  | Martin Montivero |  |  |  |
|    | Italia (bandiera)    | Esterno  | Andrea Deinite   |  |  |  |
|    | Italia (bandiera)    | Esterno  | Nicola Palagi    |  |  |  |
|    | Italia (bandiera)    | Esterno  | Francesco Dolce  |  |  |  |
|    | Italia (bandiera)    | Esterno  | Leonardo Squeo   |  |  |  |
|    | Argentina (bandiera) | Esterno  | Juan Soria       |  |  |  |

### Staff tecnico
- 1º Allenatore:  Alessandro Cupisti
- 2º Allenatore: n.a.
- Meccanico: